# Marynn Older Ausubel
Marynn Older Ausubel (1912–1980) foi uma fotógrafa americana.
Ausubel nasceu em New Haven, Connecticut, e foi membro da New York Photo League a partir de 1938. O seu trabalho foi incluído na exposição de 2009 The Women of the Photo League na Higher Pictures Gallery, em Nova York. Ausubel faleceu em Orlando, Flórida.
O seu trabalho encontra-se incluído nas colecções do Museu de Belas Artes de Houston, do Museu Judaico de Nova York e do Museu de Arte de Colombo.